# دریاچه تلمبا
دریاچه تلمبا (انگلیسی: Telemba) یک دریاچه در استان بوریاتیای کشور روسیه است.